# Hejrenæb
Hejrenæb (Erodium cicutarium), eller Almindelig Hejrenæb, er en en- eller toårig, 10-30 centimeter høj, stivhåret plante i storkenæb-familien. Arten er formentlig oprindeligt udbredt i middelhavsområdet, men findes nu som ukrudtsplante i det meste af verden. Bladene er dobbelt fjersnitdelte og de rødlige blomster er samlet i en skærmlignende blomsterstand.

## Forekomst i Danmark
I Danmark er Hejrenæb almindelig og vokser på tør, sandet jord, marker og strandvolde. Den blomstrer her mellem april og september.